# 楊完
楊完（1426年—？），字德金，直隸鳳陽府定遠縣人，明朝政治人物。進士出身。

## 生平
景泰四年（1453年）癸酉科應天府鄉試第五名。天順元年（1457年）丁丑科會試第三十七名，殿試登進士第二甲第九十七名。

## 家族
曾祖楊禎，曾任鹽運司都使。祖父楊文憲。父亲楊以學。